# 하승준
하승준(1998년 4월 6일~)은 대한민국의 축구 선수로, 포지션은 수비수이다.

## 구단 경력
2016년, 벨기에의 투비즈에 입단하게 되었다.